# Erriadh
Erriadh, Er Riadh ou Er-Riadh, autrefois appelé Hara Sghira, soit « petit quartier » en arabe, est un village de l'île de Djerba, en Tunisie. Il se situe au sud de Houmt Souk, dans le centre de l'île.
Il est notamment connu pour sa synagogue, la Ghriba, et pour des fresques sur les murs de certaines maisons, réalisées dans le cadre de l'opération Djerbahood.